# Mughiphantes rupium
Mughiphantes rupium là một loài nhện trong họ Linyphiidae.
Loài này thuộc chi Mughiphantes. Mughiphantes rupium được Konrad Thaler miêu tả năm 1984.